# Cabera niveopicta
Cabera niveopicta là một loài bướm đêm trong họ Geometridae.